# When the Wind Blows
When the Wind Blows – ścieżka dźwiękowa do filmu A gdy zawieje wiatr (When the Wind Blows), którą skomponował Roger Waters. W filmie wykorzystano także nagrania innych wykonawców.

## Książka i film
Przejmujący film A gdy zawieje wiatr, zrealizowano na podstawie książki Raymonda Briggsa wydanej w 1982 r. Opowiadała ona o nuklearnej zagładzie świata z punktu widzenia dwojga emerytów, żyjących na prowincji, z dala od świata wielkiej polityki. Z racji sposobu potraktowania tematu doskonale wstrzeliła się w pacyfistyczne nastroje początku lat 80. i w Wielkiej Brytanii zyskała ogromną popularność. Cztery lata później Jimmy T. Murakami zrealizował animowany film.

## O płycie
Pierwotnie skomponowanie muzyki zaproponowano Dawidowi Bowiemu, którego popularność wtedy znacznie przewyższała Watersa, jednak Bowie zgodził się nagrać jedynie piosenkę tytułową. Zajął się nią Waters, znany od lat ze swych antywojennych poglądów. Praca nie była skomplikowana, gdyż muzyka, w większej części filmu nieobecna, miała jedynie wzmacniać efektowność niektórych scen. Obok kilku miniatur Waters pokusił się o stworzenie dwóch ballad: Towers of faith (która jednak nie znalazła się ani w filmie ani na płycie) i Folded flags (towarzyszący napisom końcowym). Całość tworzyła ponad 20-minutową suitę.
- Na niektórych wersjach płyty suita jest podzielona na odrębne utwory.
- Utwór Towers of faith został pominięty choć jest wymieniony na liście. Został wydany dopiero na składance Flickering Flame: The Solo Years Vol. 1.
- Na płycie pojawiają przekazy zakodowane w alfabecie Morse’a. Ten pomysł został rozwinięty na płycie Radio K.A.O.S..
- W partiach wokalnych wystąpili Paul Carrack i Clare Torry.
- Pozostałe cztery utwory (Cornwella, Genesis, Squeeze i HardCastle’a) pojawiają się w filmie fragmentarycznie w radiu, którego ciągle słucha główny bohater.
- To pierwsza płyta jaką Waters nagrał przy współudziale The Bleeding Heart Band.

## Spis utworów
1. Dawid Bowie – When the wind blows (3:35)
2. Hugh Cornwell – Fact and figures (4:19)
3. Genesis – The Brazilian (4:51)
4. Squeeze – What have they done (3:38)
5. Paul Hardcastle – The shuffle (4:16)
6. Roger Waters & The Bleeding Heart Band – The Russian missile/Towers of faith/Hilda's dream/The American bomber/The Anderson shelter/The British submarine/The attack/The fall out/Hilda's hair/Folded flags (24:26)